# Argier Rupes
L'Argier Rupes è una struttura geologica della superficie di Miranda.